# المرازيق (بنزرت)
المرازيق قرية تونسية تقع بولاية بنزرت على الطريق المحلية رقم 300.

### مواضيع ذات علاقة
- ولاية بنزرت.